# Trevor Brennan
Pour les articles homonymes, voir Brennan.

a Compétitions nationales et continentales officielles uniquement.

b Matchs officiels uniquement.
Trevor Brennan, né le 22 septembre 1973 à Leixlip (Irlande), est un joueur de rugby à XV irlandais. Il a joué en équipe d'Irlande, avec la province du Leinster et le Stade toulousain, il a occupé le poste de deuxième ligne ou troisième ligne aile. Ses fils Daniel et Joshua sont également des rugbymen professionnels.

## Biographie

### Débuts
Trevor Brennan est formé au Barnhall RFC, où il joue jusqu'à ses dix-huit ans, avant de rejoindre le St. Mary's College RFC, avec qui il remporte l'All-Ireland League en 2000.
Il commence sa carrière professionnelle en 1996 lorsqu'il rejoint la province du Leinster. En 2002, il s'engage au Stade toulousain avec qui il joue jusqu'à sa suspension en 2007. Il connaît sa première cape internationale en équipe d'Irlande à l'occasion d'un test match le 13 juin 1998 contre l'équipe d'Afrique du Sud. Il dispute son dernier test match le 11 novembre 2001 contre l'équipe des Samoa.

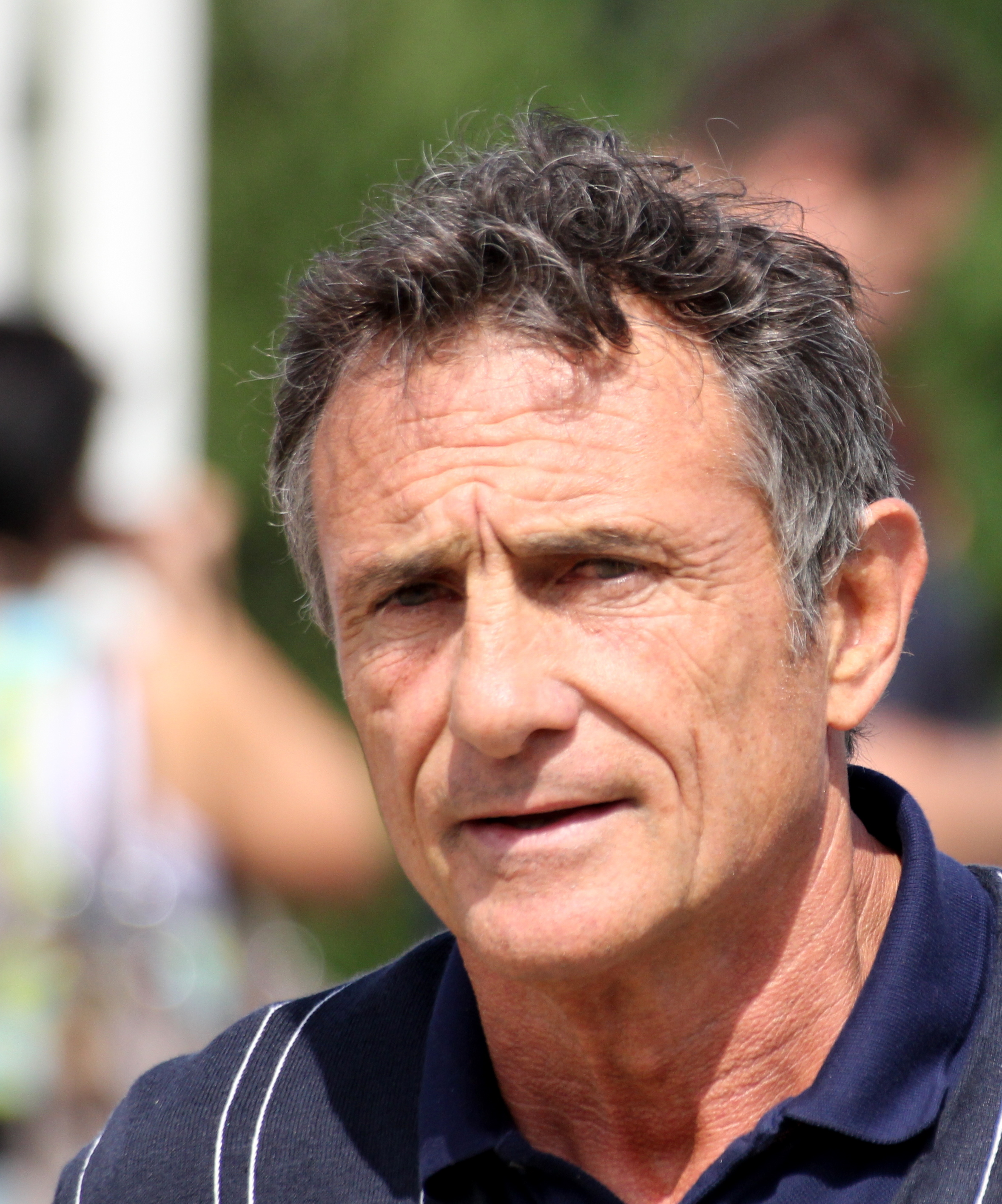
Guy Novès, ici en 2011, est l'entraîneur de Trevor Brennan de 2002 à 2007.

Le 24 mai 2003, il est titulaire avec le Stade toulousain, associé en troisième ligne à Jean Bouilhou et Christian Labit, en finale de la Coupe d'Europe au Lansdowne Road de Dublin face à l'USA Perpignan. Les toulousains s'imposent 22 à 17 face aux catalans et deviennent ainsi champions d'Europe. La saison suivante, il joue de nouveau la finale de la Coupe d'Europe qui se déroule au Stade de Twickenham à Londres face aux London Wasps. Il est cette fois titularisé en deuxième ligne avec le capitaine Fabien Pelous, puis cède sa place à David Gérard à la 53e minute. Les Anglais l'emportent 27 à 20, à la suite d'une erreur de Clément Poitrenaud, empêchant les toulousains de gagner un deuxième titre consécutif.
En 2005, ils arrivent à se qualifier une troisième fois consécutive en finale de Coupe d'Europe face au Stade français. Il est titulaire en troisième ligne avec Finau Maka et Christian Labit. Les haut-garonnais sont de nouveau champion d'Europe en s'imposant 12 à 18 après prolongation.

### Fin de carrière
Le 13 mars 2007, avant la fin de la saison, il annonce qu'il met un terme à sa carrière professionnelle alors qu'il est menacé de suspension pour avoir frappé un supporter adverse qui l'insultait et lui lançait de la bière, assis en tribune, tandis qu'il s'échauffait pendant le match de Coupe d'Europe entre Toulouse et l'Ulster, le 21 janvier 2007. Le 16 mars, l'European Rugby Cup, qui organise la Coupe d'Europe, annonce que sa commission de discipline l'a suspendu à vie de toute compétition organisée par l'ERC, y compris dans une qualité autre que celle de joueur. En appel, sa suspension est ramenée à 5 ans (à compter du 1er juin 2007), un panel indépendant ayant considéré la première sanction comme « disproportionnée »,. Brennan devra en outre s'acquitter de 20 000 £ : 17 000 £ (environ 30 000 €) d'amende plus 3 000 £ (environ 5 000 €) de dommages à sa victime. Il devrait plus tard être convoqué par un tribunal civil car sa victime a porté plainte au pénal.
Après avoir annoncé son possible retour avec l'accord de la FFR sur les terrains avec l'équipe de la Vallée du Girou en Fédérale 2, l'International Rugby Board met un veto ne lui permettant pas de rejouer. Suspendu jusqu'en 2012, son dossier pourrait être réétudié en 2010,. Depuis, il est devenu le patron du pub irlandais De Danú qu'il a ouvert à Toulouse (revendu fin 2015), puis du Brennan's Bar à Castelginest et du Brennan's Snug à Seilh depuis 2017.
Son fils aîné, Daniel Brennan, joue également au rugby à XV au poste de pilier. Formé au Stade toulousain, il évolue avec l'équipe de France des moins de 20 ans. En 2018, il remporte le titre de Champion du monde des moins de 20 ans avec cette équipe et quitte Toulouse pour rejoindre le Montpellier Hérault rugby. Son autre fils, Joshua Brennan, né en 2001, joue également au rugby à XV au poste de seconde ligne au Stade toulousain.

## Palmarès
- Coupe d'Europe :
  - Vainqueur (2) : 2003 et 2005
  - Finaliste (1) : 2004

## Statistiques en équipe nationale
- 13 sélections en équipe d'Irlande entre 1998 et 2001
- Sélections par année : 2 en 1998, 7 en 1999, 1 en 2000 et 3 en 2001
- Tournois des Cinq Nations disputés : 1999, 2000
- En coupe du monde : 2 sélections en 1999 (États-Unis, Australie)